# Spektakl
Spektakl (njem. Spektakel, lat. spectaculum: prizor; priredba, predstava) je kazališna predstava, javni događaj ili zabavna priredba koji izaziva pozornost javnosti. U spektaklu, koji mora biti raskošno produciran, sudjelovati velik broj izvođača s naglašenim specijalnim efektima uz trodimenzionalnu računalnu grafiku.
Također, može se emitirati kao snimka poput filma, videoigre, televizijske emisije, dokumentarca ili televizijske serije te kao prijenos događaja uživo poput koncerta, športa i kazališne predstave.
Osim umjetničkog spektakla proizveden pomoću moderne tehnologije i kostima i/ili kroz književna djela i narodne pjesme, postoji i prirodni spektakl koji čini "živa pomična priroda" na Zemlji kao što su putovanja jata riba, dupina i kiteva pod morem i oceanima, podmorski svijet, putovanja ptica selice zrakom, "nepomicna ili priroda sporog gibanja" poput planina, livada cvijeća, šuma i prašuma te "atmosfera i svemir" u kojem se mogu vidjeti putovanje oblaka i oblikovanje oblaka u neši poznato, duga, pomrčina Sunca, mjesečeve mijene, zvijezde, planeti, meteori i meteoriti, svemirska prašina i sl.[nedostaje izvor].